# Lech Morawski (prawnik)
Lech Włodzimierz Morawski (ur. 14 września 1949 w Bydgoszczy, zm. 12 lipca 2017 w Toruniu) – polski prawnik, specjalizujący się w teorii państwa i prawa oraz filozofii prawa, profesor nauk prawnych, członek Trybunału Stanu, wybrany 2 grudnia 2015 przez Sejm VIII kadencji na sędziego Trybunału Konstytucyjnego, dopuszczony do orzekania 20 grudnia 2016 przez Julię Przyłębską.

## Życiorys
Syn Stanisława i Janiny. W 1967 został absolwentem VI Liceum Ogólnokształcącego w Bydgoszczy. Studia prawnicze ukończył w 1972 na Wydziale Prawa i Administracji Uniwersytetu Mikołaja Kopernika. Stopień doktora nauk prawnych uzyskał w 1978 (na podstawie rozprawy doktorskiej pt. Domniemania w prawie, której promotorem był Wiesław Lang). Stopień doktora habilitowanego uzyskał w 1988. Jego rozprawa habilitacyjna, zatytułowana Argumentacje, racjonalność prawa i postępowanie dowodowe, otrzymała I nagrodę w konkursie miesięcznika „Państwo i Prawo”. W latach 1989–1990 i w 1999 przebywał na stypendium Fundacji im. Aleksandra von Humboldta. Tytuł naukowy profesora nauk prawnych otrzymał postanowieniem z 16 sierpnia 1999. Zawodowo związany z UMK, od 1990 na stanowisku profesorskim. W 1998 został kierownikiem Katedry Teorii Prawa i Państwa na Wydziale Prawa i Administracji UMK. Pracował na UMK do 2015. Był również kierownikiem Katedry Teorii i Filozofii Prawa na Uniwersytecie Kardynała Stefana Wyszyńskiego w Warszawie i pracownikiem naukowym Bydgoskiej Szkoły Wyższej. Należał do różnych towarzystw naukowych polskich i zagranicznych, m.in. do International Association for Philosophy of Law and Social Philosophy (IVR).
Został członkiem komitetu naukowego II i III Konferencji Smoleńskiej z lat 2013–2014, zajmującej się katastrofą samolotu Tu-154 w Smoleńsku z 10 kwietnia 2010.
21 marca 2014 Sejm RP z rekomendacji posłów PiS wybrał go na członka Trybunału Stanu. Pełnił tę funkcję do końca VII kadencji Sejmu.
1 grudnia 2015 sejmowa Komisja Sprawiedliwości i Praw Człowieka pozytywnie zaopiniowała jego kandydaturę – wysuniętą przez Prawo i Sprawiedliwość – na sędziego Trybunału Konstytucyjnego. Następnego dnia Sejm głównie głosami posłów PiS wybrał go na sędziego TK, nie określając w uchwale początku jego kadencji. 3 grudnia 2015 prezydent Andrzej Duda odebrał od niego ślubowanie. Wybór Lecha Morawskiego nastąpił, chociaż Sejm na to samo stanowisko wybrał wcześniej Krzysztofa Ślebzaka. Wywołało to kryzys w funkcjonowaniu Trybunału Konstytucyjnego. 3 grudnia 2015 Trybunał orzekł, iż podstawa prawna wyboru Krzysztofa Ślebzaka była konstytucyjna, co obligowało prezydenta do odebrania od niego ślubowania. Część komentatorów, m.in. przedstawicieli środowiska akademickiego, określiła Morawskiego jako sędziego-dublera, przychylając się do opinii, że jego powołanie do Trybunału nie było ważne
Do orzekania Lech Morawski został dopuszczony 20 grudnia 2016 przez p.o. prezesa TK Julię Przyłębską (poprzedni prezes Andrzej Rzepliński odmawiał jego dopuszczenia, powołując się na wyrok TK z 3 grudnia 2015).
Zmarł nagle w nocy z 11 na 12 lipca 2017 roku. Został pochowany 17 lipca 2017 na cmentarzu św. Jerzego w Toruniu.

## Kontrowersje
18 czerwca 2015 Lech Morawski uczestniczył w wypadku samochodowym, w którym ciężko ranna została jedna osoba. Według Gazety Wyborczej, prowadząca śledztwo w tej sprawie Prokuratura Okręgowa w Gdańsku dysponuje szeregiem opinii biegłych, z których każda wskazuje, że winnym spowodowania wypadku był Morawski, jednakże wniosek o uchylenie mu immunitetu sędziego Trybunału Konstytucyjnego został zablokowany przez Prokuraturę Krajową. Zanegowała ona dotychczasowe ekspertyzy nakazując zamówienie nowych. Biegli z Instytutu Ekspertyz Sądowych im. Prof. dra Jana Sehna ponownie stwierdzili winę Lecha Morawskiego, co spowodowało, że 9 czerwca 2017 Prokuratura Okręgowa w Gdańsku wystąpiła o uchylenie jego immunitetu sędziowskiego.
Podczas konferencji, która odbyła się 9 maja 2017 w Trinity College w Oksfordzie, Lech Morawski, będąc sędzią Trybunału Konstytucyjnego, stwierdził, że reprezentuje zarówno polski rząd, jak i Trybunał, że „politycy i sędziowie biorą w Polsce łapówki” oraz że „polski rząd jest przeciwko homoseksualistom i takim sprawom”. Politycy Platformy Obywatelskiej zażądali za te słowa jego dymisji. Inny z uczestników konferencji Tomasz Gizbert-Studnicki, komentując sytuację w wywiadzie telewizyjnym, stwierdził, że „niestety ma wrażenie, że Lech Morawski skompromitował Polskę”. Według Gizberta-Studnickiego niektóre stwierdzenia Morawskiego wywołały wśród uczestników konferencji konsternację, szczególnie stwierdzenie dotyczące tego, że rząd jest przeciwny homoseksualistom: „Przypuszczam, że w Anglii tego rodzaju stwierdzenie po prostu jest horrendalne”.
Po wystąpieniu w Oksfordzie Biuro Prasowe UMK wydało komunikat, że Lech Morawski nie jest pracownikiem naukowym tej uczelni, a Rada Wydziału Prawa i Administracji UMK przyjęła uchwałę wyrażającą oburzenie z powodu jego wypowiedzi. Dziekan wydziału „w trosce o pozbawiony emocji finał przewodu doktorskiego” oraz z powodu groźby braku kworum odwołał zaplanowaną obronę rozprawy doktorskiej jego doktoranta. 19 czerwca 2017 Lech Morawski nie wziął udziału w drugim terminie obrony, co uniemożliwiło jej przeprowadzenie. W przesłanym Polskiej Agencji Prasowej oświadczeniu napisał, że jego nieobecność „jest efektem dyskredytującej jego osobę i obraźliwej w swojej treści uchwały podjętej przez Radę Wydziału Prawa i Administracji UMK”.
Jako sędzia Trybunału Konstytucyjnego uczestniczył w wydaniu pięciu wyroków, w tym dwóch kontrowersyjnych: w sprawie zgodności z Konstytucją nowelizacji ustawy Prawo o zgromadzeniach, która wprowadziła preferencje dla organizatorów zgromadzeń cyklicznych takich jak tzw. miesięcznice smoleńskie, oraz ustawy o Krajowej Radzie Sądownictwa, który został wykorzystany przez Prawo i Sprawiedliwość jako argument za skróceniem kadencji członków KRS.

## Odznaczenia
W 2017 prezydent Andrzej Duda odznaczył go pośmiertnie Krzyżem Oficerskim Orderu Odrodzenia Polski.

## Wybrane publikacje
- Domniemania a dowody prawnicze (1981)
- Argumentacje, racjonalność prawa i postępowanie dowodowe (1988, rozprawa habilitacyjna, ISBN 83-231-0176-0)
- Wstęp do prawoznawstwa  (1996, ISBN 83-86850-18-3)
- Główne problemy współczesnej filozofii prawa: prawo w toku przemian (1999, ISBN 83-87558-61-3)
- Co może dać nauce prawa postmodernizm? (2001, ISBN 83-7285-029-1)
- Wykładnia w orzecznictwie sądów (2002, ISBN 83-7285-101-8)
- Wykładnia prawa i inne problemy filozofii prawa (2005, ISBN 83-231-1832-9)
- Zasady wykładni prawa (2006, ISBN 83-7285-308-8)
- Podstawy filozofii prawa (2014, ISBN 978-83-7285-750-7)